# Ел Мустамсик
Ел Мустамсик је био абасидски калифа смјештен у Каиру, одакле је владао под покровитељством мамелучких султана. Он је служио као калифа у два наврата (1497-1508; 1516-1517).